# Afonso Eulálio
Afonso Oliveira Eulálio (Figueira da Foz, 30 de septiembre de 2001) es un ciclista profesional portugués que compite con el equipo Team Bahrain Victorious.

## Trayectoria
Inició su carrera en 2020 con el equipo Feirense, tuvo un breve paso por el Glassdrive Q8 Anicolor y en 2024 destacó en la Vuelta a Asturias, ganó una etapa en el Trofeo Joaquim Agostinho y fue líder de la Vuelta a Portugal. Estos resultados le permitieron dar el salto a un conjunto UCI WorldTeam y para 2025 fichó por el Team Bahrain Victorious. Debutó con un decimoquinto puesto en el Tour Down Under y ese mismo año acudió al Giro de Italia con el objetivo de ayudar a Antonio Tiberi a hacer una buena clasificación general. Fue el más combativo en la decimoséptima etapa y en la decimonovena abandonó cuando estaba entre los cinco primeros en la clasificación de la montaña.

## Palmarés
2024
- 1 etapa del Trofeo Joaquim Agostinho

## Resultados en Grandes Vueltas y Campeonatos del Mundo
| Carrera         | Carrera         | 2020 | 2021 | 2022 | 2023 | 2024 | 2025 |
| --------------- | --------------- | ---- | ---- | ---- | ---- | ---- | ---- |
|                 | Giro de Italia  | —    | —    | —    | —    | —    | Ab.  |
|                 | Tour de Francia | —    | —    | —    | —    | —    | —    |
|                 | Vuelta a España | —    | —    | —    | —    | —    | —    |
| Mundial en Ruta | Mundial en Ruta | —    | —    | —    | —    | Ab.  | —    |

―: no participa
Ab.: abandono

## Equipos
- Feirense (2020-2021)
  - Feirense (2020)
  - Antarte-Feirense (2021)
- Glassdrive Q8 Anicolor (2022)
- ABTF Betão-Feirense (2023-2024)
- Team Bahrain Victorious (2025-)